# Mely
Mely est un groupe de metal gothique autrichien, originaire de Drautal, Carinthia. Le nom du groupe fait allusion au mot mélancolie (melancholy). La musique mélodique et souvent complexe est ainsi très mélancolique, atmosphérique et émotionnelle en ce qui concerne la fusion entre les paroles et les mélodies qui les soulignent. 
Le groupe se popularise grâce à sa participation au concours Austrian Band Contest, un concert au festival Metalcamp, une série de spectacles effectuée avec des groupes comme Moonsorrow, Leaves Eyes ou Xandria, et finalement la nomination dans la catégorie Hard and heavy pour la « meilleure chanson » aux Amadeus Austrian Music Awards en 2009.

## Biographie
Les débuts du groupe remontent à la rencontre entre Andreas Mataln et Helmut Waltl. Au départ, ils s'essayent à reprendre des chansons sur lesquelles ils chanteraient leurs propres paroles. Après plusieurs années d'expérimentation et de changements constants d'instruments (guitare rythmique, basse et claviers), les cinq membres fondateurs Andreas Mataln, son frère Martin Mataln, Peter Lengfeldner, Daniel Huber et Helmut Helmut Waltl forment Mely durant l'été 1999. En fin de 1999, ils commencent les enregistrements de neuf chansons pour leur premier album studio, intitulé There are Days…. Leur style musical mélancolique, émotionnel et mélancolique émerge à cette période. S'ensuivent plusieurs concerts.
En 2003, ils publient leur deuxième album studio, …Reel through My Wave…, qui souligne encore plus les influences mélancoliques. Avec ces dix chansons, ils réussissent pour la première fois à se populariser en Autriche. Ainsi, le groupe participe au concours Austrian Band Contest, à un concert au festival Metalcamp, et à une série de spectacles effectuée avec des groupes comme Moonsorrow, Leaves Eyes ou Xandria. En 2007 sort l'album Leave and Enter Empty Rooms produit par Mario Lochert. Il est publié au label Black Bards Entertainment. Après une tournée européenne en 2008 avec Xandria et Stoneman, Helmut annonce son départ du groupe pour des raisons personnelles. Dans le même temps, le groupe se sépare de son label. 
Le 3 avril 2009, le groupe publie son nouvel album, Portrait of a Porcelain Doll au label SPV GmbH,,. À l'été la même année, le groupe est nommé dans la catégorie Hard and heavy pour la « meilleure chanson » aux Amadeus Austrian Music Awards en 2009. Mely célèbre à l'automne 2009 son dixième anniversaire et présente pour l'occasion un nouveau bassiste, Michael Angerer.

## Membres

### Membres actuels
- Andreas Mataln - chant, guitare
- Peter Lengfeldner - guitare rythmique, chant
- Martin Mataln - clavier
- Hannes Ganeider - batterie, percussions

### Ancien membre
- Helmut Waltl - batterie

## Discographie
- 1999 : There are Days…
- 2003 : …Reel through My Wave…
- 2007 : …Leave and Enter Empty Rooms
- 2009 : Portrait of a Porcelain Doll